# Andrena sieverti
Andrena sieverti är en biart som beskrevs av Cockerell 1906. Andrena sieverti ingår i släktet sandbin, och familjen grävbin. Inga underarter finns listade i Catalogue of Life.